# Comune di Ammassalik

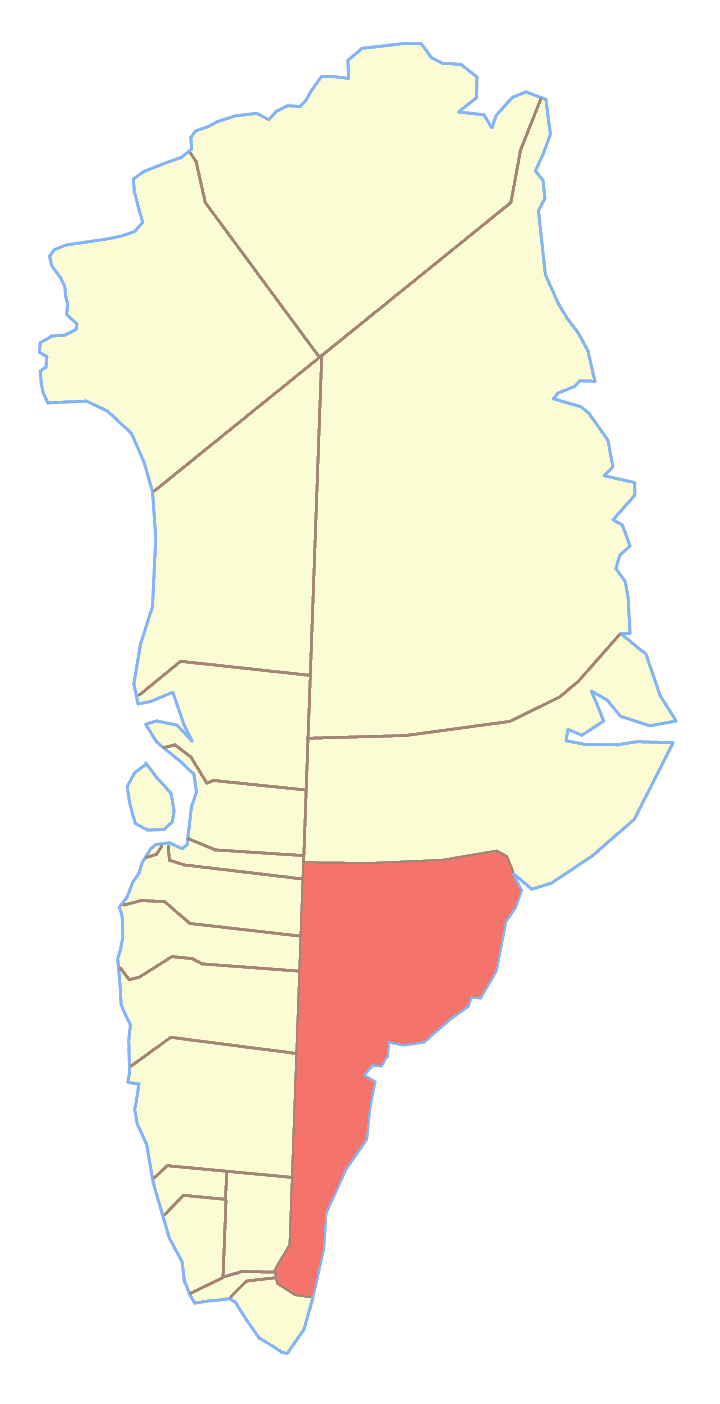
Il comune di Ammassalik nell'ambito della vecchia suddivisione

Il Comune di Ammassalik (groenlandese: Ammassallip Kommunia; danese: Ammassalik Kommune) fu un comune della Groenlandia dal 1963 al 2008. La sua superficie era di 232.100 km² e la sua popolazione era di 3.031 abitanti (1º gennaio 2005); si trovava nella contea di Tunu (Groenlandia Orientale) e il suo capoluogo era Tasiilaq.
Il comune fu istituito il 1º gennaio 1963, e cessò di esistere il 1º gennaio 2009 dopo la riforma che rivoluzionò il sistema di suddivisione interna della Groenlandia; il comune si fuse insieme ad altri quattro (Ivittuut, Paamiut, Nuuk e Ittoqqortoormiit) a formare l'attuale comune di Sermersooq.
Oltre al capoluogo, altri villaggi si trovavano all'interno di questo comune: Ikkatteq, Isortoq, Kulusuk, Kuummiut, Qernertuarssuit (abbandonato), Sermiligaaq, Skjoldungen, Timmiarmiut e Tiniteqilaaq.